# Campoletis atkinsoni
Campoletis atkinsoni är en stekelart som först beskrevs av Henry Lorenz Viereck 1925.  Campoletis atkinsoni ingår i släktet Campoletis och familjen brokparasitsteklar. Inga underarter finns listade.